# Kathleen Bertko
Kathleen "Kate" Bertko, född 8 november 1983, är en amerikansk roddare.
Bertko tävlade för USA vid olympiska sommarspelen 2016 i Rio de Janeiro, där hon tillsammans med Devery Karz slutade på 10:e plats i lättvikts-dubbelsculler.